# Friedrich Offermann
Friedrich Offermann (* 5. Juni 1859 in Hamburg; † 24. Februar 1913 in Loschwitz) war ein deutscher Bildhauer.

## Leben
Friedrich Offermann wurde 1859 in Hamburg geboren. Schon frühzeitig erkannte man seine künstlerischen Begabungen und so begann er um 1879 ein Studium an der Kunstgewerbeschule Hamburg. Von 1880 bis 1886 setzte er sein Studium an der Dresdner Kunstakademie fort. Er war Meisterschüler bei Ernst Hähnel und arbeitete 1887 in dessen Atelier mit. Ab 1888 hatte er ein eigenes Atelier und arbeitete als selbständiger Bildhauer in Dresden. Im Jahr 1890 wurde er Vorsitzender der Dresdner Kunstgenossenschaft, 1891 wurde er zum Vorsitzenden des Vereins bildender Künstler gewählt. Auch war er Gast bei der Künstlerkolonie Goppeln bei Dresden. Er schuf Skulpturen und Kleinplastiken aus Sandstein, Marmor, Bronze, weiterhin arbeitete für die Meißner Porzellanmanufaktur und schuf neben Entwürfen auch Porzellan-Figurengruppen. Sein künstlerisches Können war sehr gefragt, denn er beriet viele Architekten und Künstler fachlich und künstlerisch. So entstand eine Vielzahl von Entwürfen, wobei die meisten verwirklicht wurden. Offermann starb 1913 in Loschwitz.

## Werk

### Skulpturen

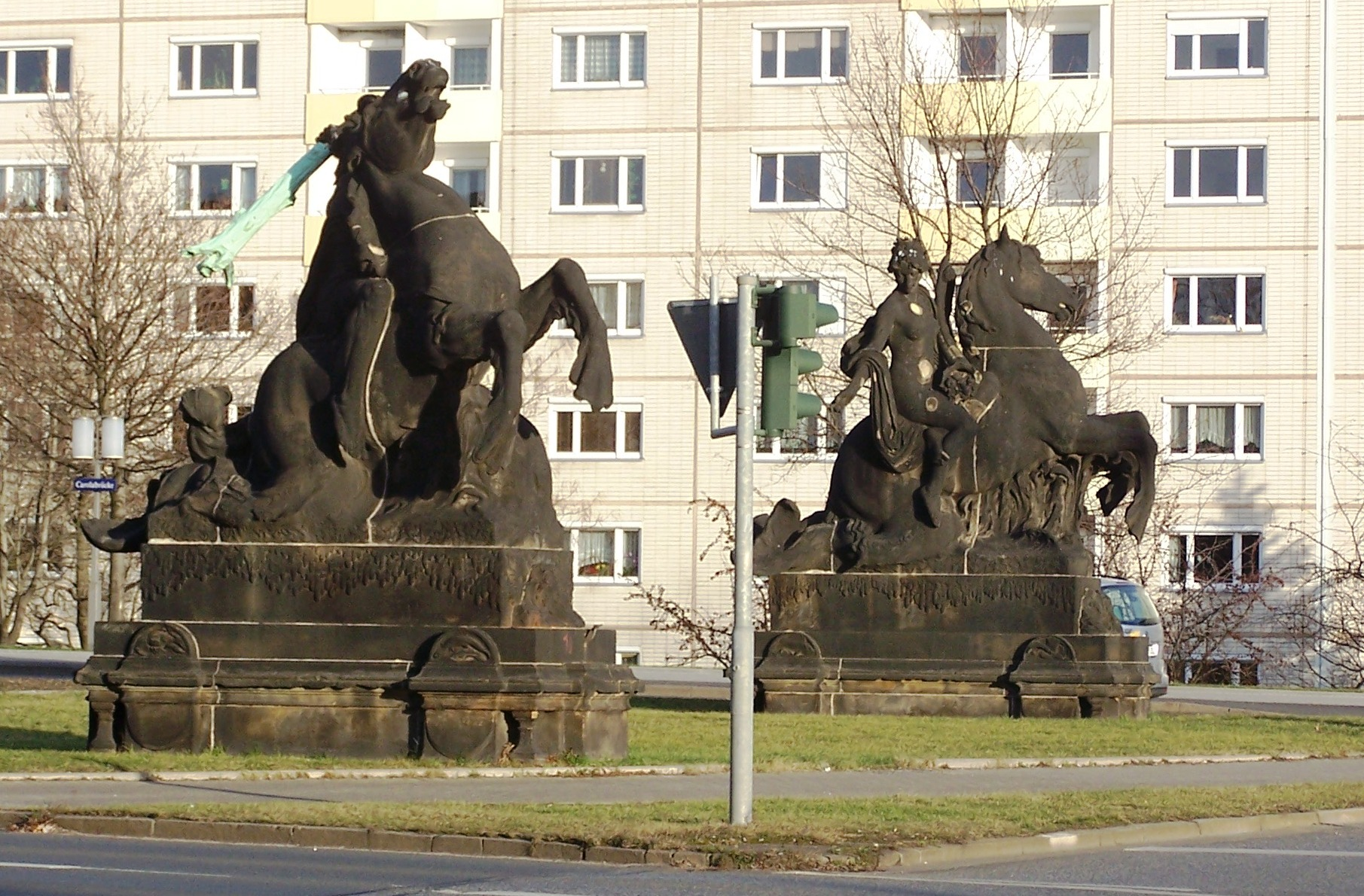
„bewegte Elbe“ und „ruhige Elbe“ an der Carolabrücke in Dresden

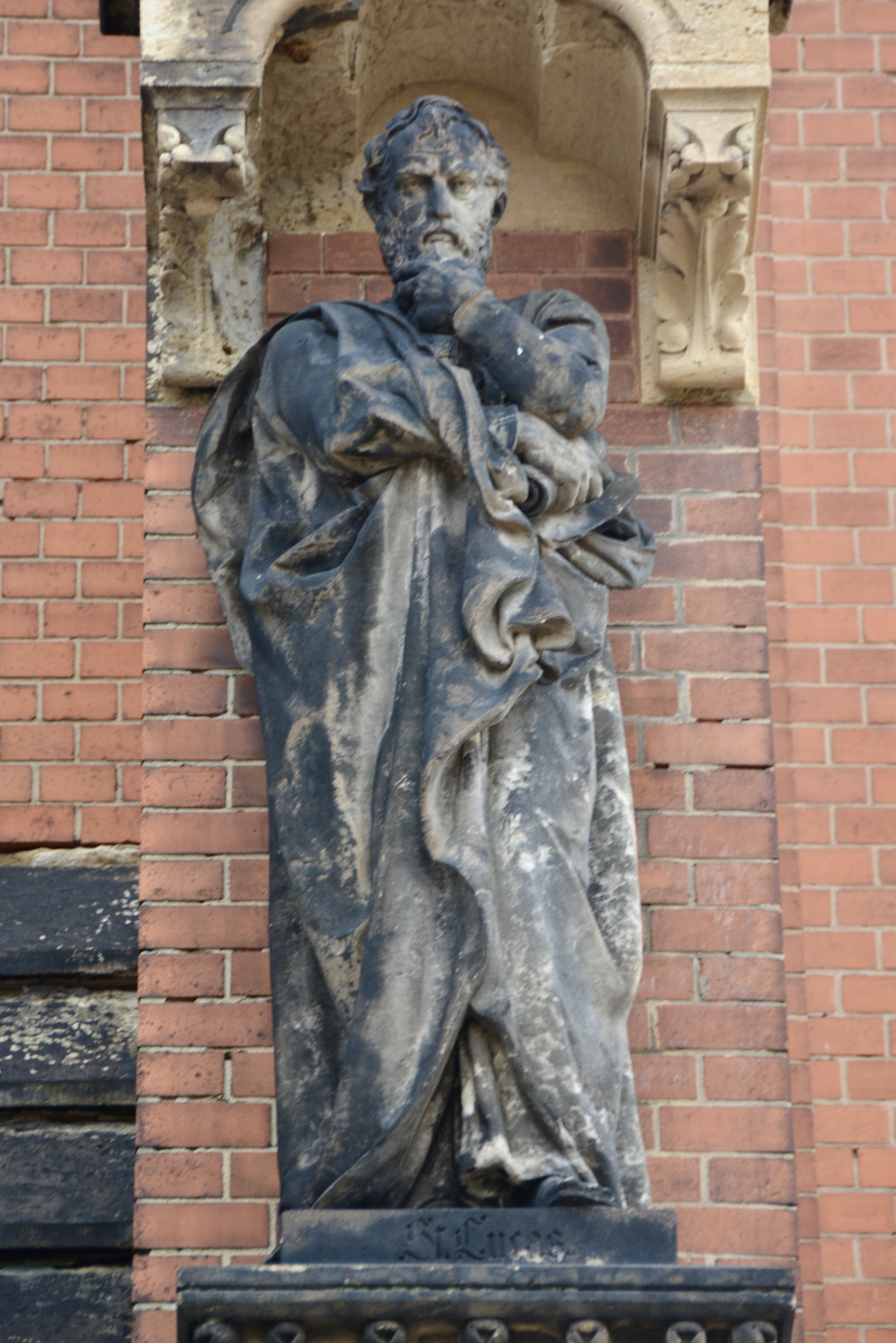
Lucas, Sandsteinskulptur, Maria-und-Martha-Kirche, Bautzen, 1891

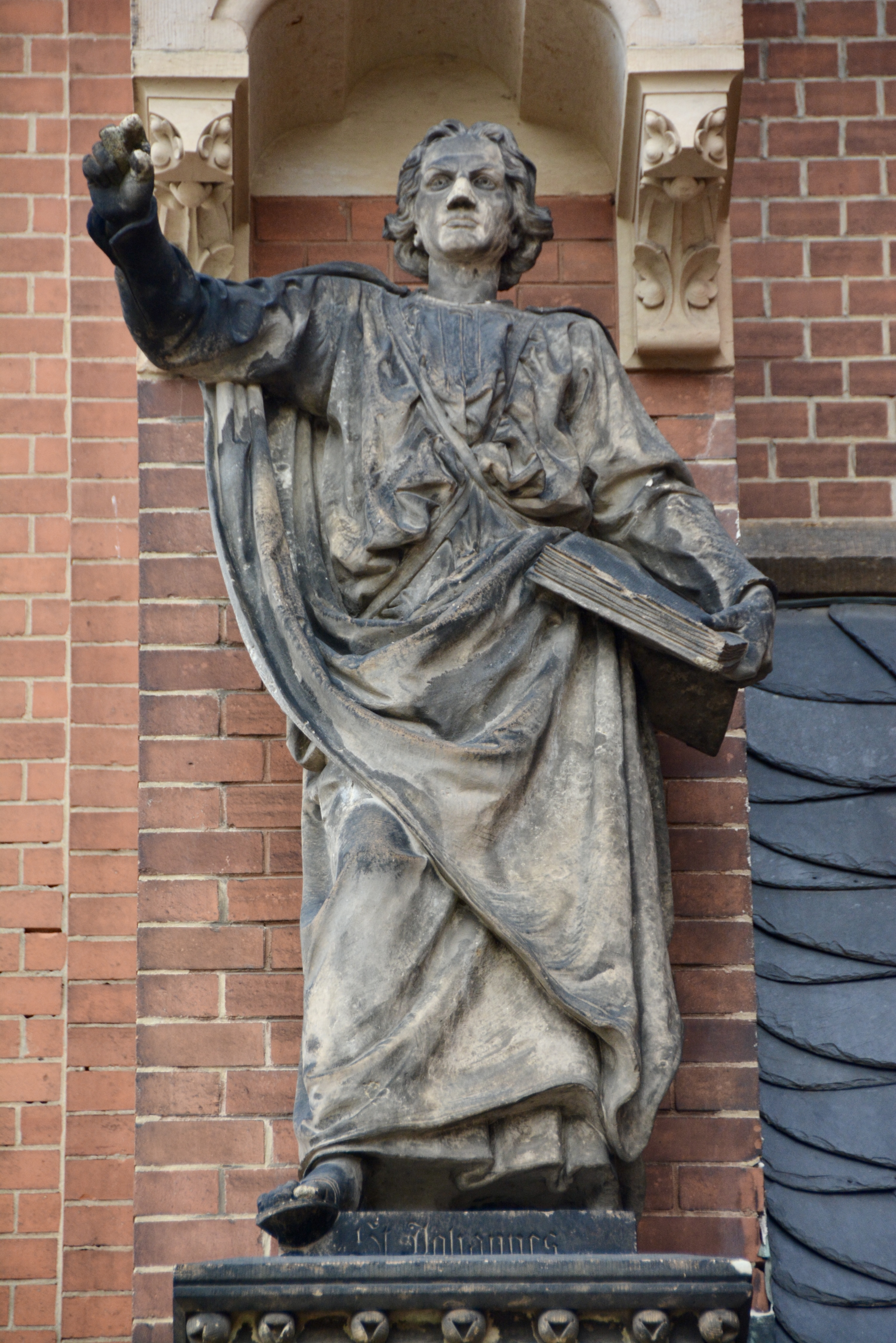
Johannes, Sandsteinskulptur, Maria-und-Martha-Kirche, Bautzen, 1891

- 1891: Sandsteinstatuen der Evangelisten Lukas[4] und Johannes[5] am Portal der Maria-und-Martha-Kirche in Bautzen.[6]
- 1891–1893: Statuen der Maria Magdalena und des Johannes für das Rathaus in Hamburg[7]
- 1900: Bronzestandbild des Stadtgründers Herzog Heinrich des Frommen in Marienberg[8]
- 1905: Modell für ein Kriegerdenkmal für die Gefallenen des Deutsch-Französischen Kriegs in Planitz bei Zwickau[9]
- 1906: Modell der vier Evangelisten als Vollfiguren für die Lutherkirche in Zwickau, ausgeführt von der Firma Zehme & Pietsch[10]
- plastischer Fassadenschmuck und zwei Figuren aus Sandstein für Wohngebäude am Bönischplatz in Dresden-Johannstadt (1945 zerstört)
- Putten für das Kunstakademie- und Ausstellungsgebäude in Dresden, Brühlsche Terrasse
- Altargruppe der Kreuzkirche in Dresden
- Atlanten für das Ständehaus in Dresden
- Figuren am Neuen Rathaus in Dresden
- 1907: Allegorische Bildgruppen „bewegte Elbe“ und „ruhige Elbe“ an der Carolabrücke in Dresden[11][12]
 „bewegte Elbe“: Triton schwingt seine Keule bei der Jagd über die Wellen
 „ruhige Elbe“: Nereide reitet über ruhiges Wasser

### Schriften
- Aus der Werkstatt des Bildhauers. In: Die Gartenlaube. Heft 14, 1892, S. 433–436 (Volltext [Wikisource] – mit Zeichnungen von M. Kenze).